# Neurophyseta albinalis
Neurophyseta albinalis là một loài bướm đêm trong họ Crambidae.